# Liz Moller
Liz Moller (9 de febrero de 1972) es una deportista australiana que compitió en remo. Ganó una medalla de oro en el Campeonato Mundial de Remo de 1992, en la prueba de cuatro sin timonel ligero.

## Palmarés internacional
| Campeonato Mundial | Campeonato Mundial | Campeonato Mundial | Campeonato Mundial        |
| Año                | Lugar              | Medalla            | Prueba                    |
| ------------------ | ------------------ | ------------------ | ------------------------- |
| 1992               | Montreal (Canadá)  | Medalla de oro     | Cuatro sin timonel ligero |